# Falsomesosella rufovittata
Falsomesosella rufovittata es una especie de escarabajo longicornio del género Falsomesosella, tribu Mesosini, subfamilia Lamiinae. Fue descrita científicamente por Breuning en 1938.

## Descripción
Mide 6,5-9 milímetros de longitud.

## Distribución
Se distribuye por India y Nepal.